# فرودگاه شهری رد اوک
 فرودگاه شهری رد اوک (به انگلیسی: Red Oak Municipal Airport) یک فرودگاه همگانی بهره‌برداری هوایی است که یک باند فرود بتن دارد و طول باند آن ۱۵۵۴ متر است. این فرودگاه در کشور ایالات متحده آمریکا قرار دارد و در ارتفاع ۳۱۹ متری از سطح دریا واقع شده است.